# گورنگی ستپوش
گورنگی ستپوش (به صربی: Gornji Stepoš) یک منطقهٔ مسکونی در صربستان است که در کروشواتس واقع شده‌است. گورنگی ستپوش ۸۳۲ نفر جمعیت دارد.